# Rapino
Rapino är en kommun i provinsen Chieti, i regionen Abruzzo i Italien. Kommunen hade 1 255 invånare (2018) och gränsar till kommunerna Fara Filiorum Petri, Guardiagrele, Pennapiedimonte, Pretoro, San Martino sulla Marrucina. Rapino tros vara marrucinernas stad Civitas Danzica.